# Herrera freiae
Herrera freiae (лат.) — вид певчих цикад рода Herrera. Встречаются в Южной Америке. Назван в честь биолога Sr. John Karen Frei, O.P., Ph.D. (1936–2012).

## Распространение
Боливия.

## Описание
Длина тела 19,8 мм; длина передних крыльев: 25,1 мм; ширина передних крыльев: 8,15 мм. Голова и грудь желтовато-зелёные, брюшко буроватое. Глаза коричневые, оцеллии охристые.
Голова и мезонотум примерно равной ширины, вертекс длиннее лба, переднеспинка примерно такой же длины, как мезонотум, передняя часть бедра сильно колючая. Относительно крупные цикады, яркоокрашенные, обладают сильно выступающими краями переднеспинки. Сходны по габитусу с Herrera criqualicae (Boulard, 1986), отличаясь деталями строения тела. Вид был описан в 2019 году американским энтомологом Алленом Сэнборном (Sanborn Allen F., США).